# IS-C Żuraw
Szybowiec IS-C Żuraw – polski szybowiec wyczynowy i szkoleniowy produkowany od roku 1952, będący kopią niemieckiego szybowca DFS Kranich II.

## Historia

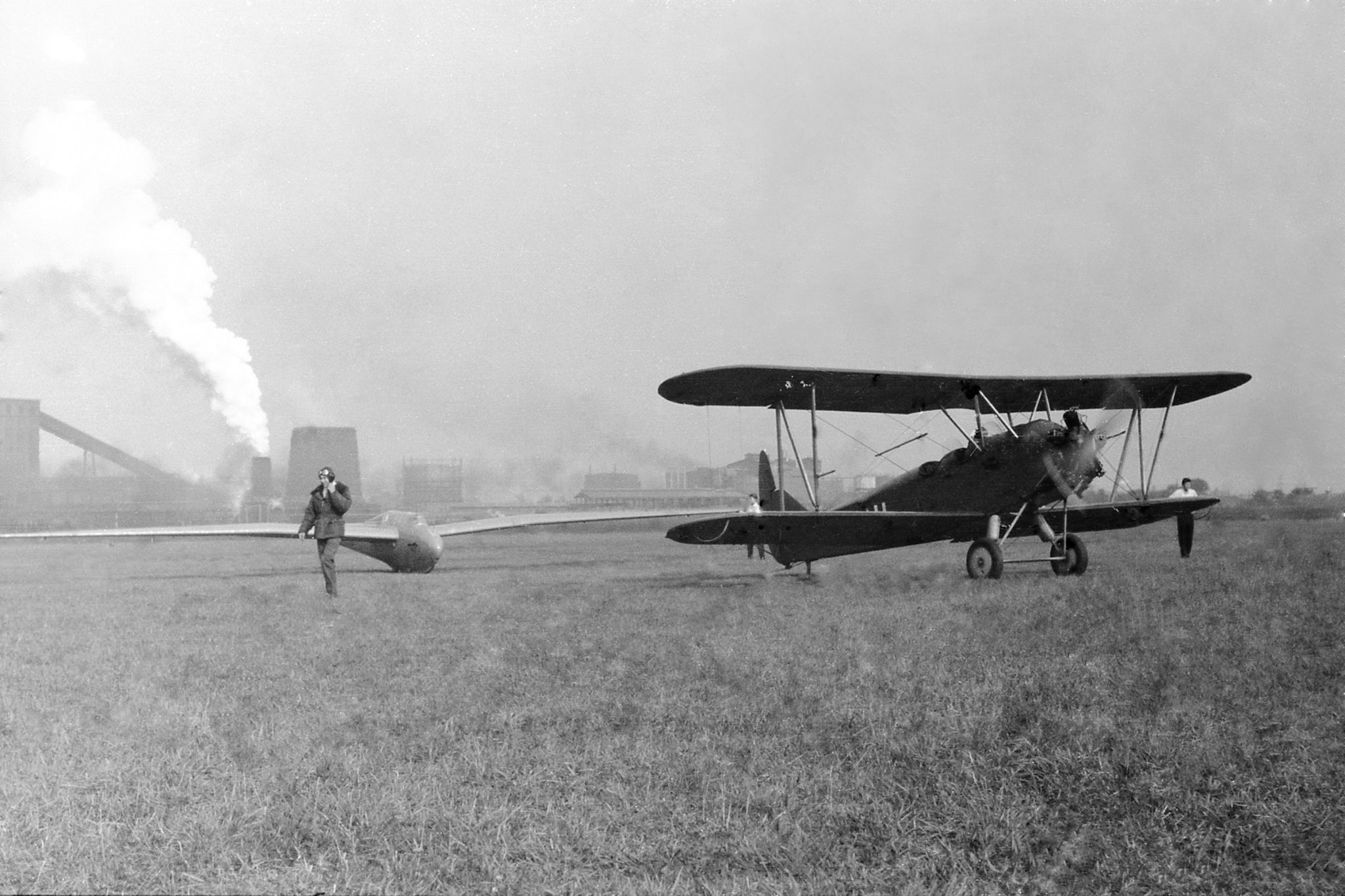
Żuraw przygotowany do staru na holu za CSS-13

W warsztacie remontowym NSFK w Łodzi odnaleziono w 1945 r. porzuconą dokumentację techniczną szybowca „Kranich II”. Ułatwiło to opracowanie dokumentacji warsztatowej w Instytucie Szybownictwa w Bielsku-Białej w latach 1950-1952 przez inż. Józefa Niespała i Andrzeja Kokota dla zmodernizowanej polskiej wersji IS-C Żuraw. 
Prototyp został oblatany 22.04.1952 r. w Gdańsku przez pilota doświadczalnego Adama Zientka. 
Produkcję seryjną prowadzono w latach 1952-1953 w Poznaniu (10 egz.) i w Gdańsku (40 egz.). Dwa egzemplarze zostały przerobione na wersję tzw. leżącą. Początkowo szybowce produkowane w OWL Gdańsk oznaczono Żuraw S (seryjny) a następnie SZD-C Żuraw II.
W 1953 r. w Dziale Badań w Locie Instytutu Lotnictwa pod kierownictwem inż. Tadeusza Chylińskiego zostały przeprowadzone próby jednego z seryjnych (nr seryjny P-03-03) zbudowanych w Poznaniu szybowca SZD-S Żuraw o numerze rejestracyjnym SP-1276 w celu określenia warunków jego użytkowania oraz wskazania usterek. 
Na szybowcach Żuraw II polscy piloci ustanowili dwa rekordy krajowe i dwa rekordy światowe.
Były one użytkowane w aeroklubach i szkołach szybowcowych do treningu i lotów wyczynowych do końca lat 60. 
W zbiorach Muzeum Lotnictwa Polskiego w Krakowie znajdują się dwa szybowce IS-C Żuraw zbudowane w OWL-Gdańsk: 
- ze znakami SP-1213 (nr fabr. 009), przekazany do zasobu muzeum w 1964 r.,
- ze znakami SP-1295 (nr fabr. 011), przekazany do zasobu muzeum w 1966 r.

## Konstrukcja
Dwumiejscowy szybowiec o konstrukcji drewnianej.
Skrzydło drewniane o mewim kształcie w widoku z przodu, kryte płótnem. Przykadłubowa część płata trapezowata, ze względu na położenie siedzenia tylnej kabiny dokładnie w środku ciężkości i miała 3° skos do tyłu. W płatach zastosowano aerodynamiczne hamulce płytowe, wysuwające się w górę i w dół. Lotki przebiegały prawie od załamania płata, aż do jego końcówki.
Kadłub wręgowy, półskorupowy o przekroju owalnym. Kadłub wraz ze statecznikiem pionowym pokryty sklejką. Kabina zakryta.
Statecznik poziomy, usytuowano na górnej krawędzi kadłuba, przed statecznikiem pionowym.